# 고승 (삼국지)
고승(顧承, ? ~ ?)은 중국 삼국 시대 오(吳)의 정치가로, 자는 자직(子直)이며, 양주(揚州) 오군(吳郡) 오현(吳縣) 사람이다.

## 생애
가화 연간(232~238), 외숙 육모와 함께 예를 갖추어 초빙되었다. 기도위로 임명되었고, 우림병을 지휘했다. 오군 서부도위로 임명되어 제갈각(諸葛恪) 등과 함께 산월을 침략하여 정병 8천 명을 얻었고, 장원으로 돌아와 군대를 주둔시켰다. 소의중랑장으로 임명되었고, 중앙으로 들어가 시중이 되었다.
241년, 장휴(張休)와 함께 수춘을 공략하였는데, 총대장인 위위장군 전종(全琮)은 위의 왕릉(王淩)과 작피에서 싸워 형세가 불리했다. 고승은 장휴와 함께 위군과 싸워 분투하여 막아냈다. 이 공으로 분위장군에 임명됐고, 경하독을 겸했다. 그러나 이때 전씨 일가의 전단(全端), 전서(全緖)는 진격을 멈춘 위군에 진격하여 왕릉을 후퇴하게 했는데, 장휴·고승보다 공적이 낮다고 평가를 받았으므로, 고씨와 전씨 일족의 사이는 더욱 벌어졌다. 당초 장휴와 고승의 형 고담은 당시 대립하던 태자 손화와 노왕 손패 중 손화파의 중핵으로 전종의 아들이며 손패파의 중핵인 전기(全寄)와는 사이가 나빴다. 몇 년 후, 전종과 전기 부자에게서 작피 전투의 논공행상에서 장휴와 전군 진순(陳恂)과 짰다고 참소를 당해, 장휴·고담 등과 함께 교주로 유배되었다. 37세로 죽었다.

## 관련 인물
- 고소
- 고담
- 고옹

## 같이 보기
- 삼국지 인물 목록